# NGC 774
NGC 774 é uma galáxia lenticular (S0) localizada na direcção da constelação de Aries. Possui uma declinação de +14° 00' 30" e uma ascensão recta de 1 horas, 59 minutos e 34,7 segundos.
A galáxia NGC 774 foi descoberta em 16 de Outubro de 1784 por William Herschel.